# Eucladodes oeneus
Eucladodes oeneus là một loài bướm đêm trong họ Noctuidae.